# 히라이와 카미

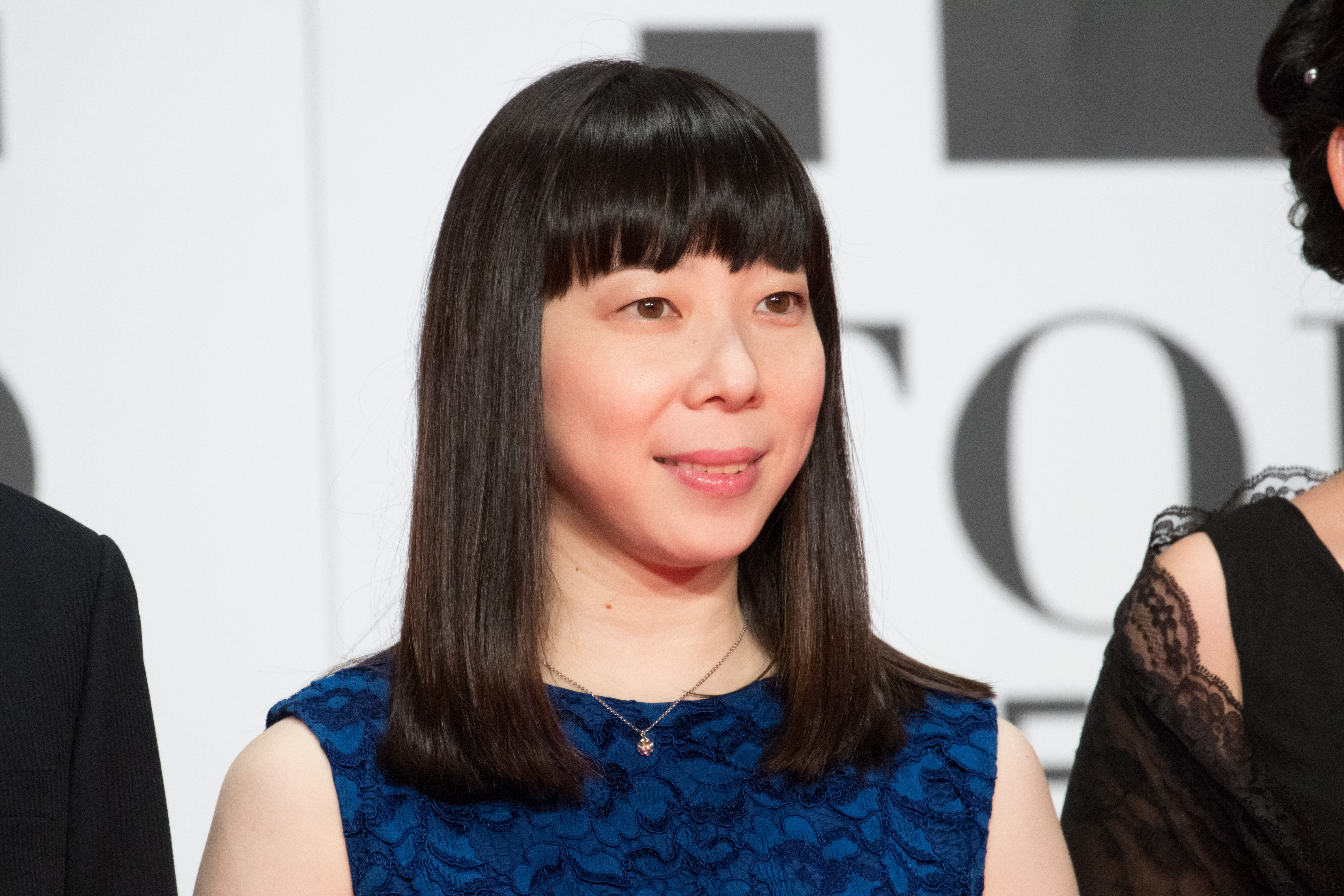

히라이와 카미(Kami Hiraiwa, 1979년 11월 3일 ~ )는 일본의 배우, 일본의 성우이다.
스이타시에서 태어났다.

## 방송
- 마음의 상처를 치유하는 것
- 사랑은 계속될 거야 어디까지나
- 이 만화가 대단해!
- 블랙 스캔들
- 대여배우 살인 사건 ~거울은 가로로 매일 깨진다~

## 영화
- 파문 - 이토 세츠코 역